# Bisdom Jowai
Het bisdom Jowai (Latijn: Dioecesis Iovaiensis) is een rooms-katholiek bisdom met als zetel Jowai, in India. Het bisdom is suffragaan aan het aartsbisdom Shillong. 

## Geschiedenis
Het bisdom werd opgericht op 28 januari 2006, uit delen van het aartsbisdom Shillong. 

## Parochies
Het bisdom had in 2021 een oppervlakte van 3.819 km2 en telde 437.380 inwoners waarvan 25,6% rooms-katholiek was.

## Bisschoppen
- Vincent Kympat (28 januari 2006 - 30 juli 2011)
  - Thomas Menamparampil (apostolisch administrator: 3 februari 2014 - 20 november 2016)
- Victor Lyngdoh (15 oktober 2016 - 28 december 2020)
- Ferdinand Dkhar (8 juli 2023 - heden; administrator sinds 2021)

Shillong (aartsbisdom) · Agartala · Aizawl · Jowai · Nongstoin · Tura